# Liste de trolleybus en Suisse
Cet article contient la liste des réseaux de trolleybus en Suisse.

## Réseaux actuellement en exploitation
La Suisse est le pays qui possède le plus grand nombre de villes à exploiter des trolleybus en Europe occidentale (11). Le premier réseau de trolleybus à s'implanter est celui de Lausanne en 1932. La plupart des réseaux de trolleybus sont implantés dans les années 1940. Le plus récent étant celui de Schaffhouse en 1966.

### Urbains
| Réseau      | Longueur (km) | Nombre de lignes | Date d'ouverture  | Exploitant          | Matériel roulant (actuel)                                                                                              | Commentaires |
| ----------- | ------------- | ---------------- | ----------------- | ------------------- | --- | --- |
| Berne       | 14.8          | 3                | 29 octobre 1940   | Bernmobil           | Hess Swisstrolley 5, Hess lighTram                                                                                     | |
| Bienne      | 16.5          | 3                | 19 octobre 1940   | TPB                 | Hess Swisstrolley 3, Hess Swisstrolley 5                                                                               | |
| Fribourg    | 13.1          | 4                | 1949              | TPF                 | Hess Swisstrolley 3, Hess lighTram 19 DC                                                                               | |
| Genève      | 30.4          | 6                | 11 septembre 1942 | TPG                 | Van Hool ExquiCity, Hess Swisstrolley3, Hess lighTram                                                                  | Un des deux seuls réseaux en Suisse (avec [VMCV]) à exploiter des Van Hool ExquiCity                                             |
| Lausanne    | 60.7          | 11               | 2 octobre 1932    | TL                  | Hess Swisstrolley 3, Hess Swisstrolley 4, Hess lighTram 19 DC, Hess lighTram 25 DC                                     | Plus long réseau en Suisse en km. Plus grand nombre de lignes en Suisse avec dix lignes, dont une co-exploitée avec des autobus. |
| Lucerne     | 27.7          | 6                | 7 décembre 1941   | VBL                 | Hess Swisstrolley 3, Hess Swisstrolley 4, Hess lighTram, Hess lighTram 25 DC                                           | |
| Neuchâtel   | 27.7          | 3                | 16 février 1940   | TransN              | Hess Swisstrolley 3, Hess lighTram 19 DC                                                                               | |
| Saint-Gall  | 24.5          | 5                | 18 juillet 1950   | VBSG                | Hess lighTram, Hess Swisstrolley 3, Hess lighTram 19 DC, Hess lighTram 25 DC                                           | |
| Schaffhouse | 9.0           | 1                | 24 septembre 1966 | VBSH                | Hess Swisstrolley 3 | Une seule ligne, le moteur auxiliaire des trolleybus est une batterie.                                                           |
| Winterthour | 26.3          | 3                | 28 décembre 1938  | Stadtbus Winterthur | Hess Swisstrolley 3, Hess lighTram 19 DC, Hess lighTram 25 DC                                                          | |
| Zurich      | 58.2          | 7                | 27 mai 1939       | VBZ                 | Hess Swisstrolley 3, Hess Swisstrolley 4, Hess lighTram, Hess Swisstrolley 5, Hess lighTram 19 DC, Hess lighTram 25 DC | |

### Régionaux
| Réseau                    | Longueur (km) | Nombre de lignes | Date d'ouverture | Exploitant | Matériel roulant (actuel) | Commentaires                                                                                 |
| ------------------------- | ------------- | ---------------- | ---------------- | ---------- | ------------------------- | -------------------------------------------------------------------------------------------- |
| Vevey/Montreux/Villeneuve | 12.8          | 1                | 18 avril 1957    | VMCV       | Van Hool ExquiCity        | Unique réseau de trolleybus régional en Suisse. Une seule ligne dessert la Riviera vaudoise. |

## Réseaux disparus

### Urbains
- Altstätten (1940-1977)
- Bâle (1941-2008)
- La Chaux-de-Fonds (1949-2014) - voir Trolleybus de La Chaux-de-Fonds
- Lugano (1954-2001)
- Thoune (1952-1982) - voir Tramway Steffisburg–Thun–Interlaken

### Régionaux
- Cernier (Val-de-Ruz) (1948-1984) - voir Tramway du Val-de-Ruz

## Galerie

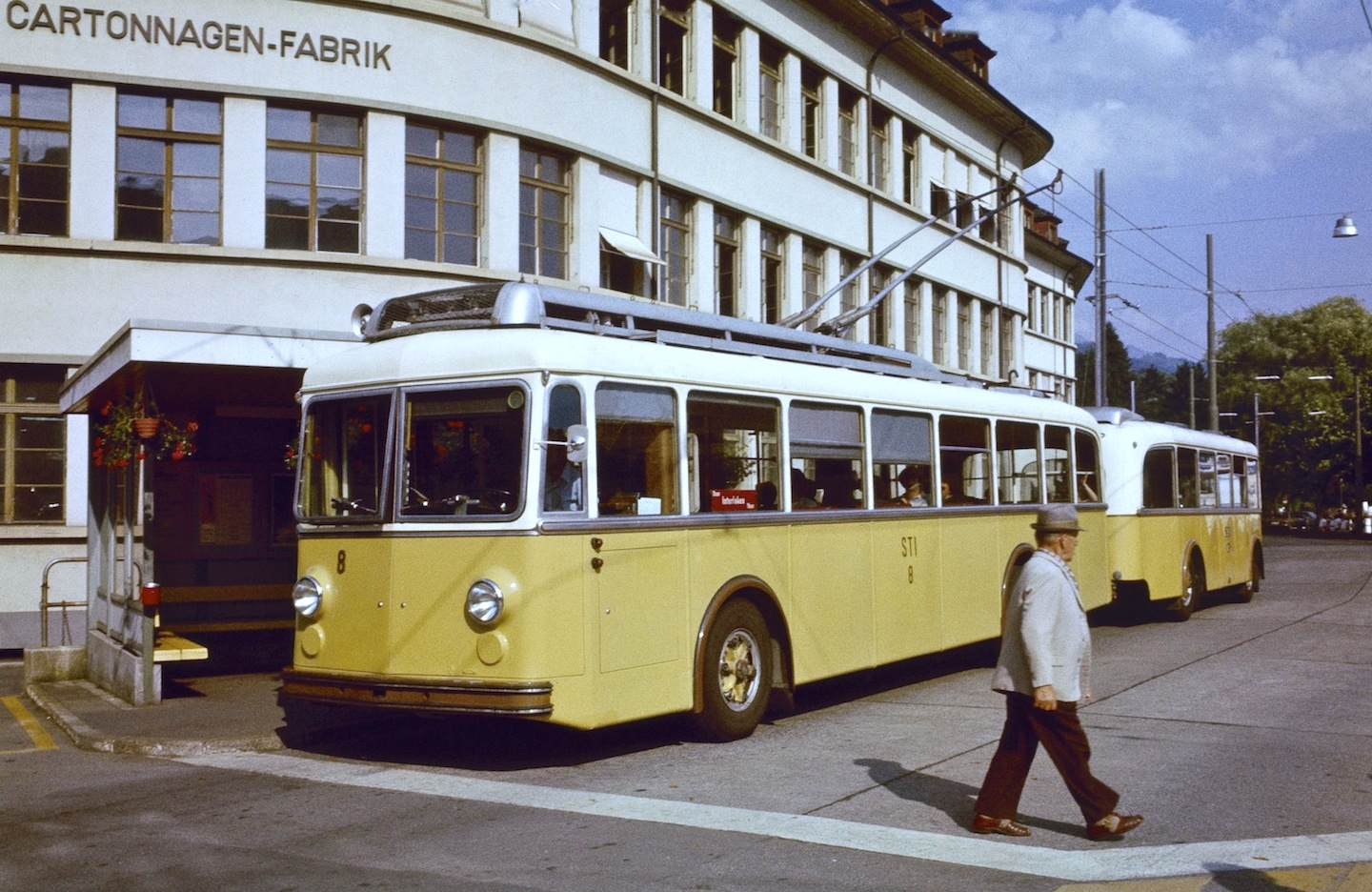
Ancien trolleybus de Thoune avec sa remorque en 1979
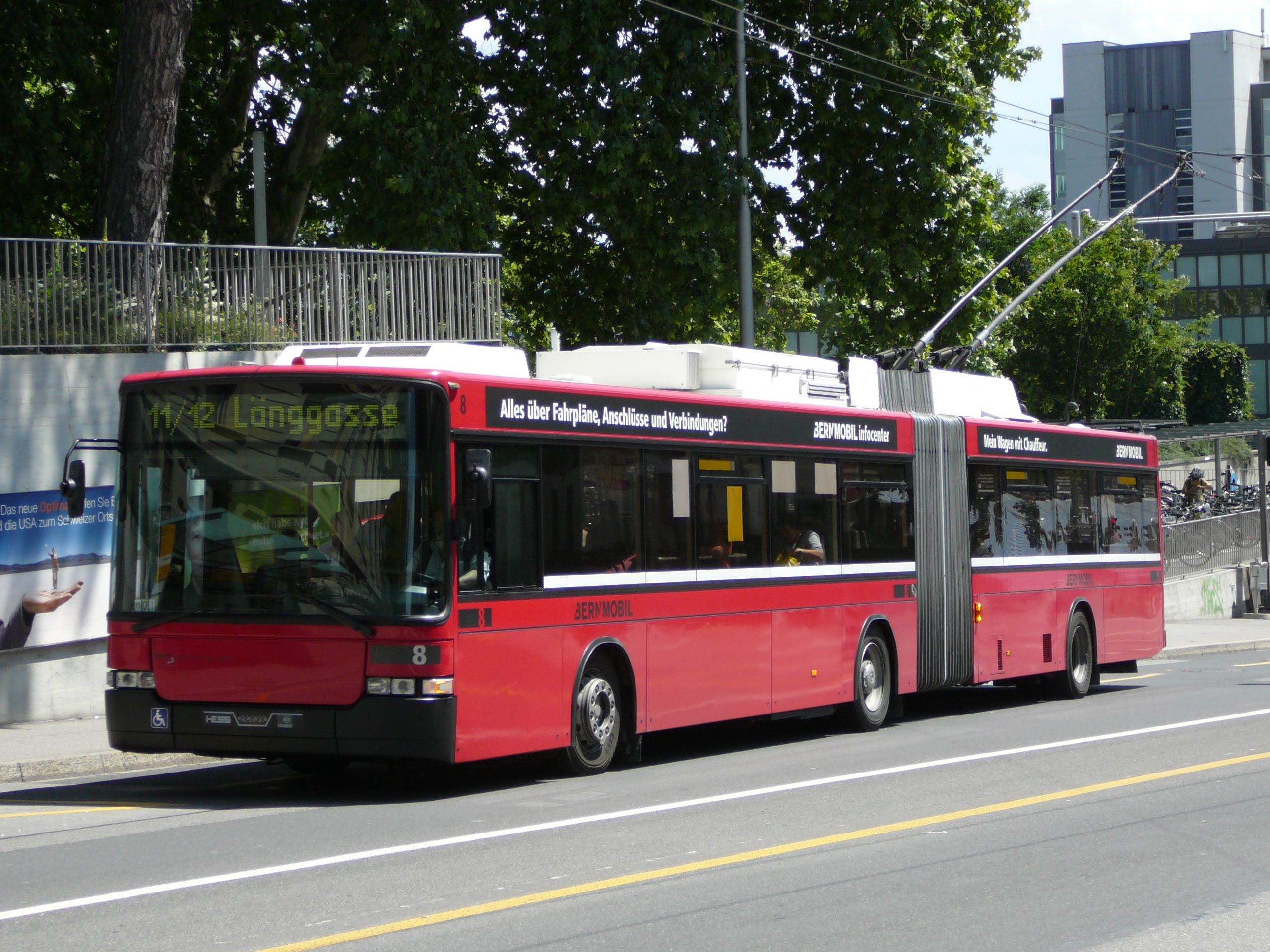
Trolleybus articulé de Berne
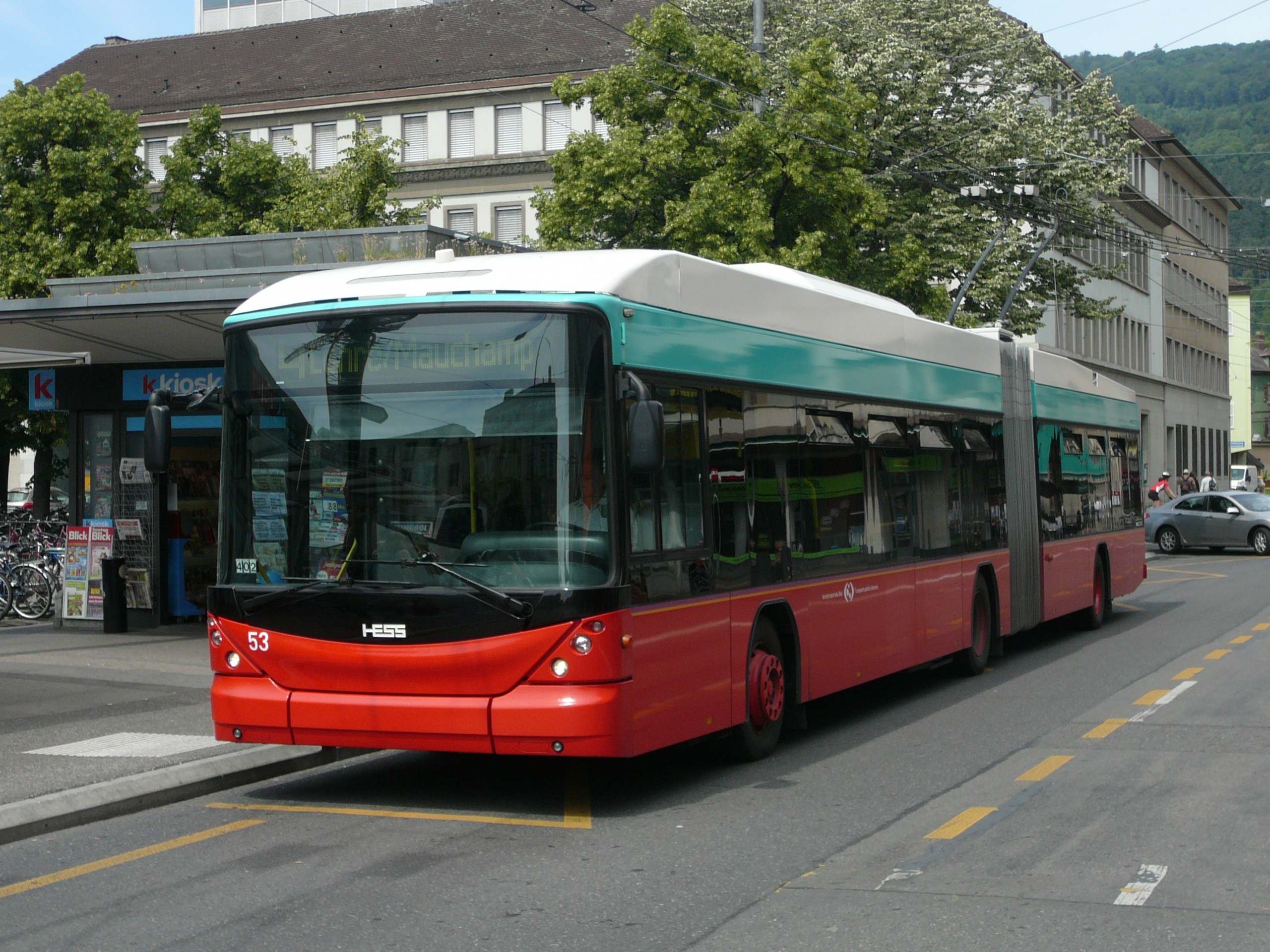
Trolleybus articulé de Bienne
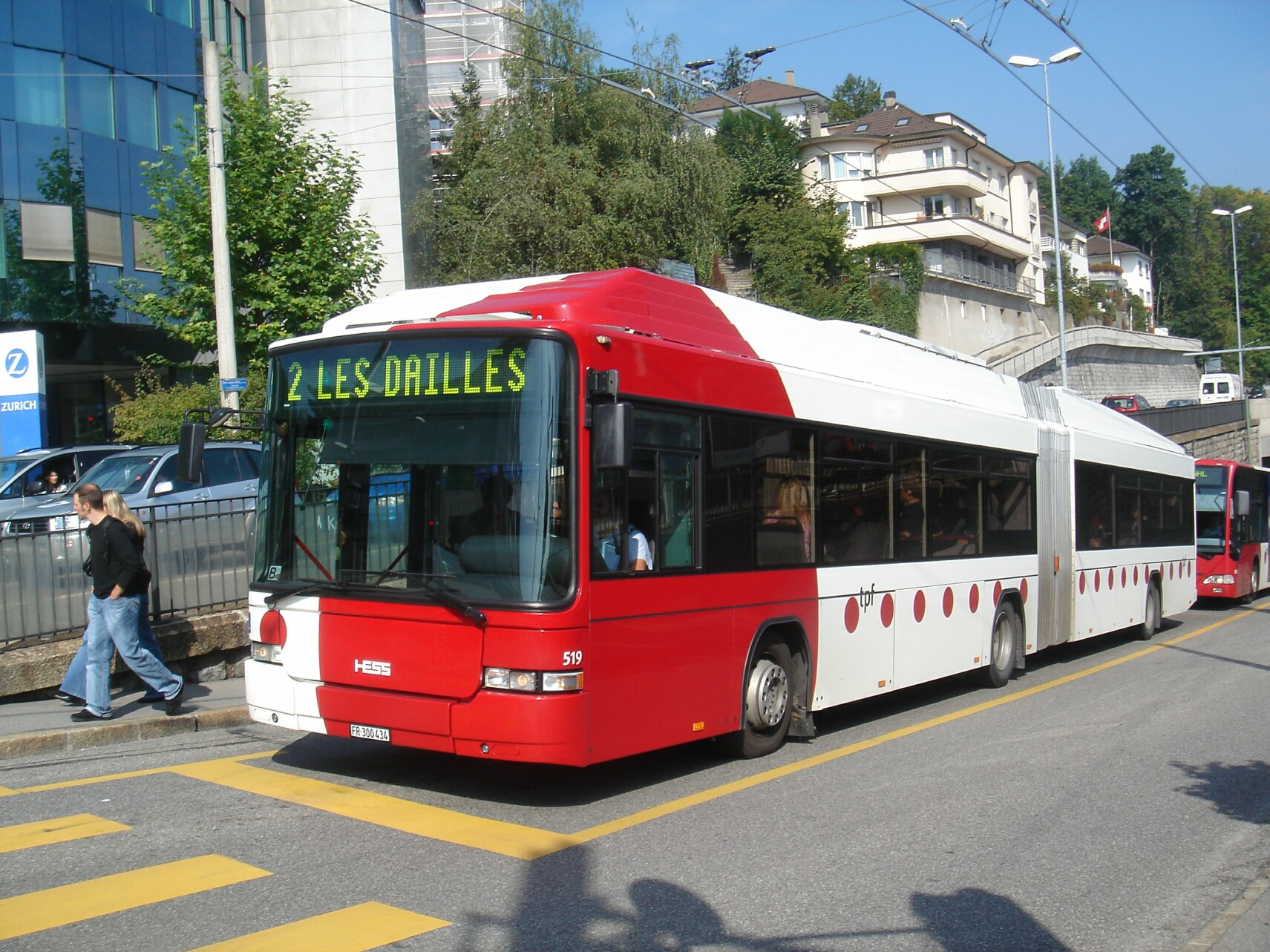
Trolleybus articulé de Fribourg en 2006
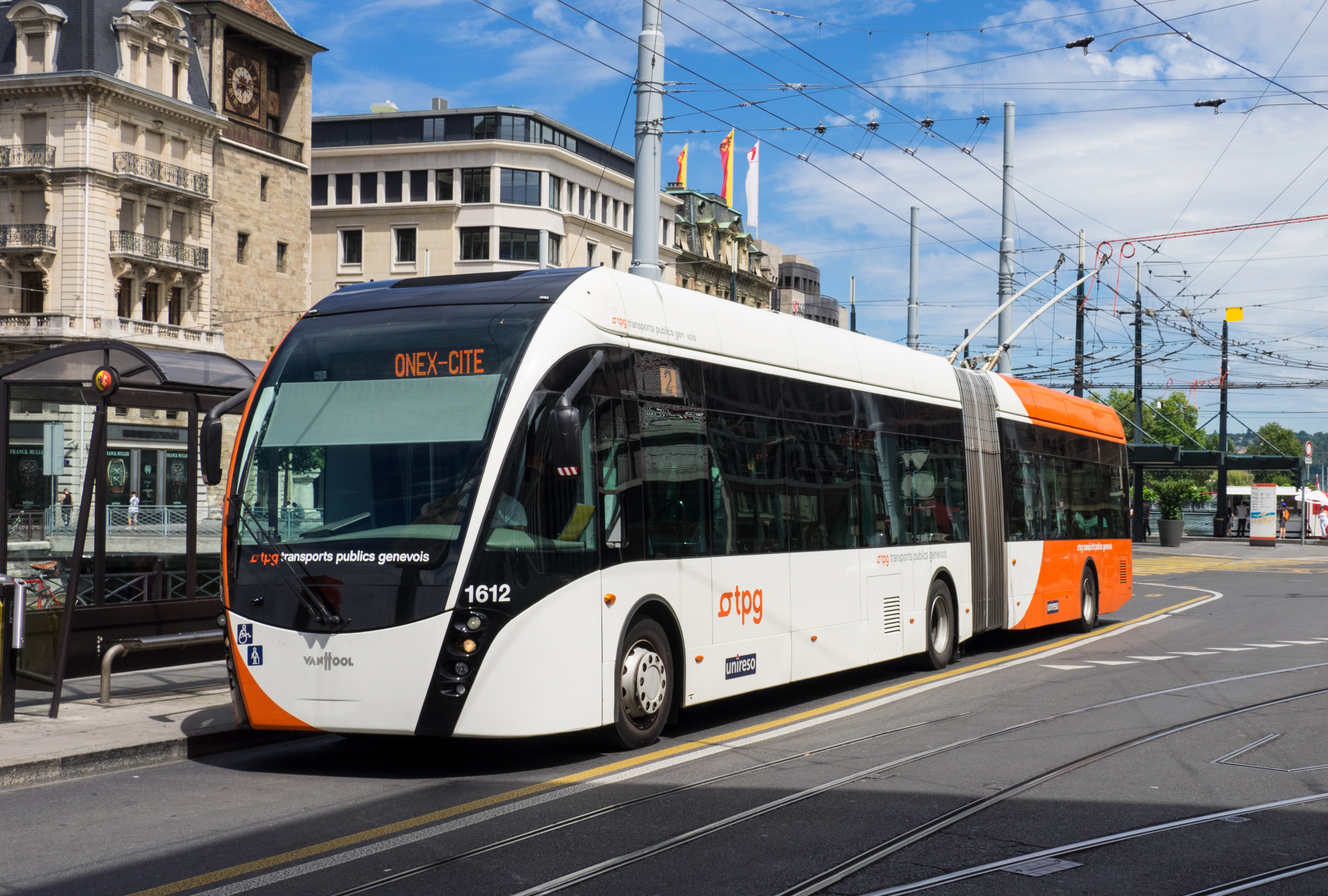
Trolleybus articulé de Genève
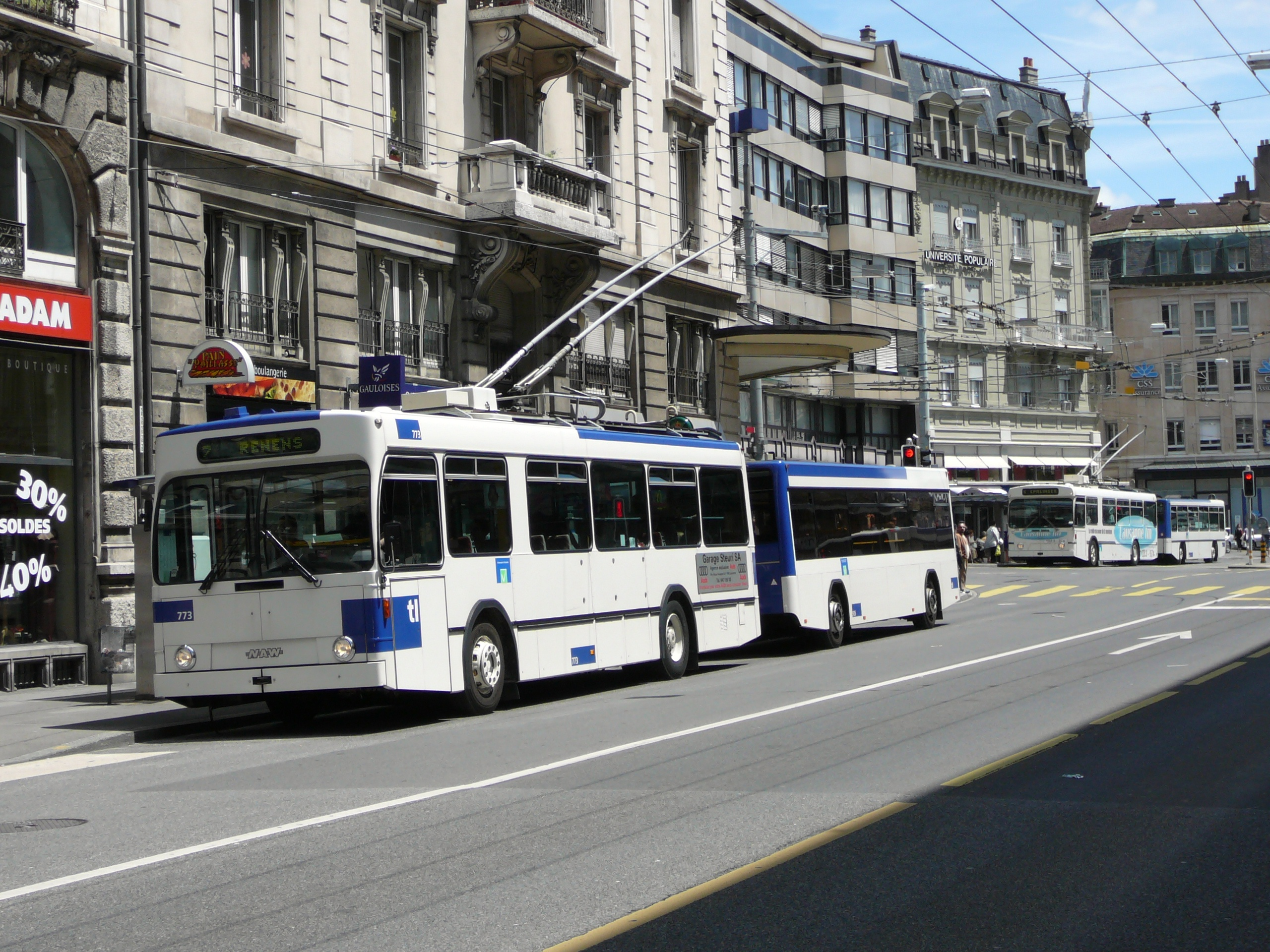
Trolleybus de Lausanne avec sa remorque
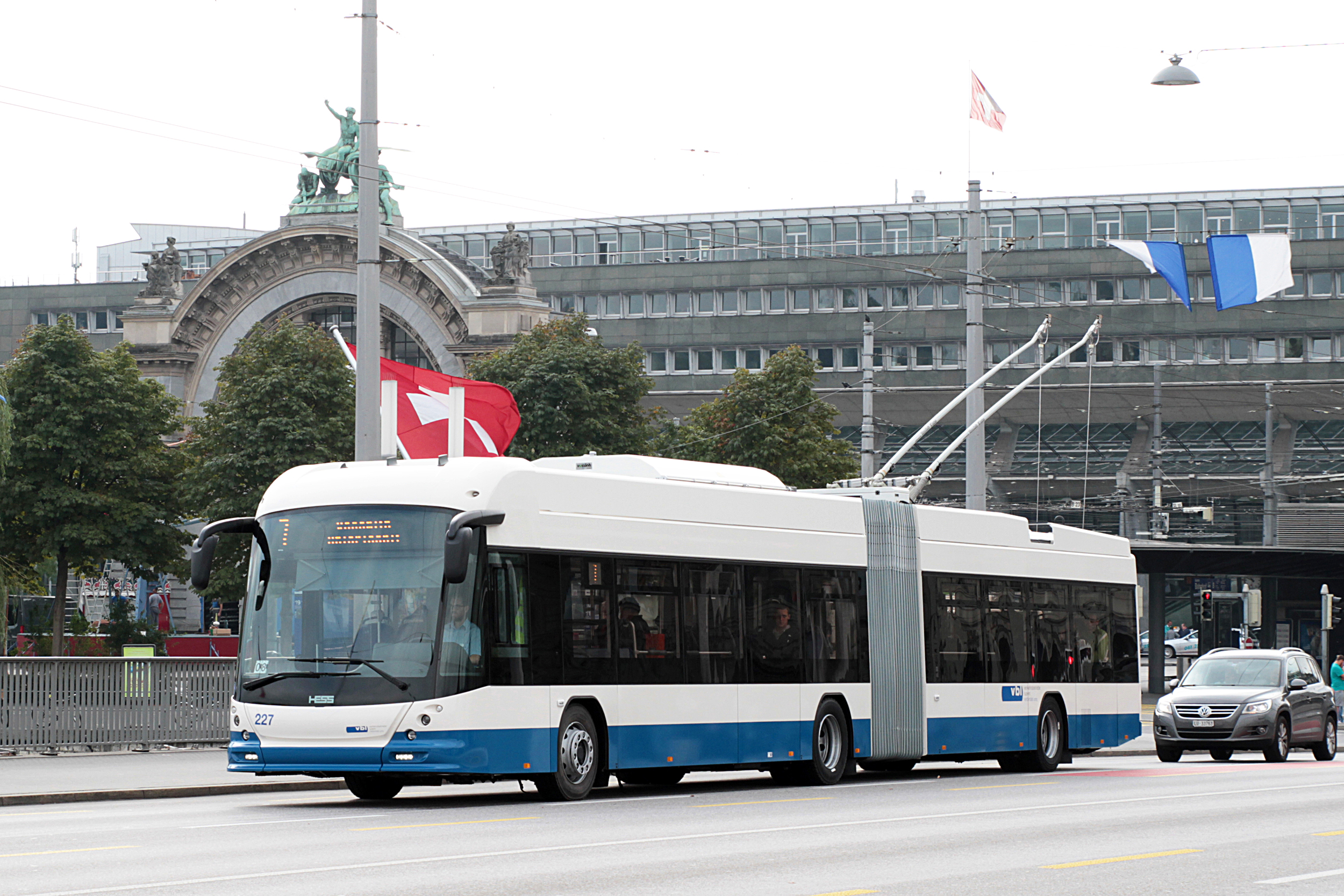
Trolleybus articulé de Lucerne
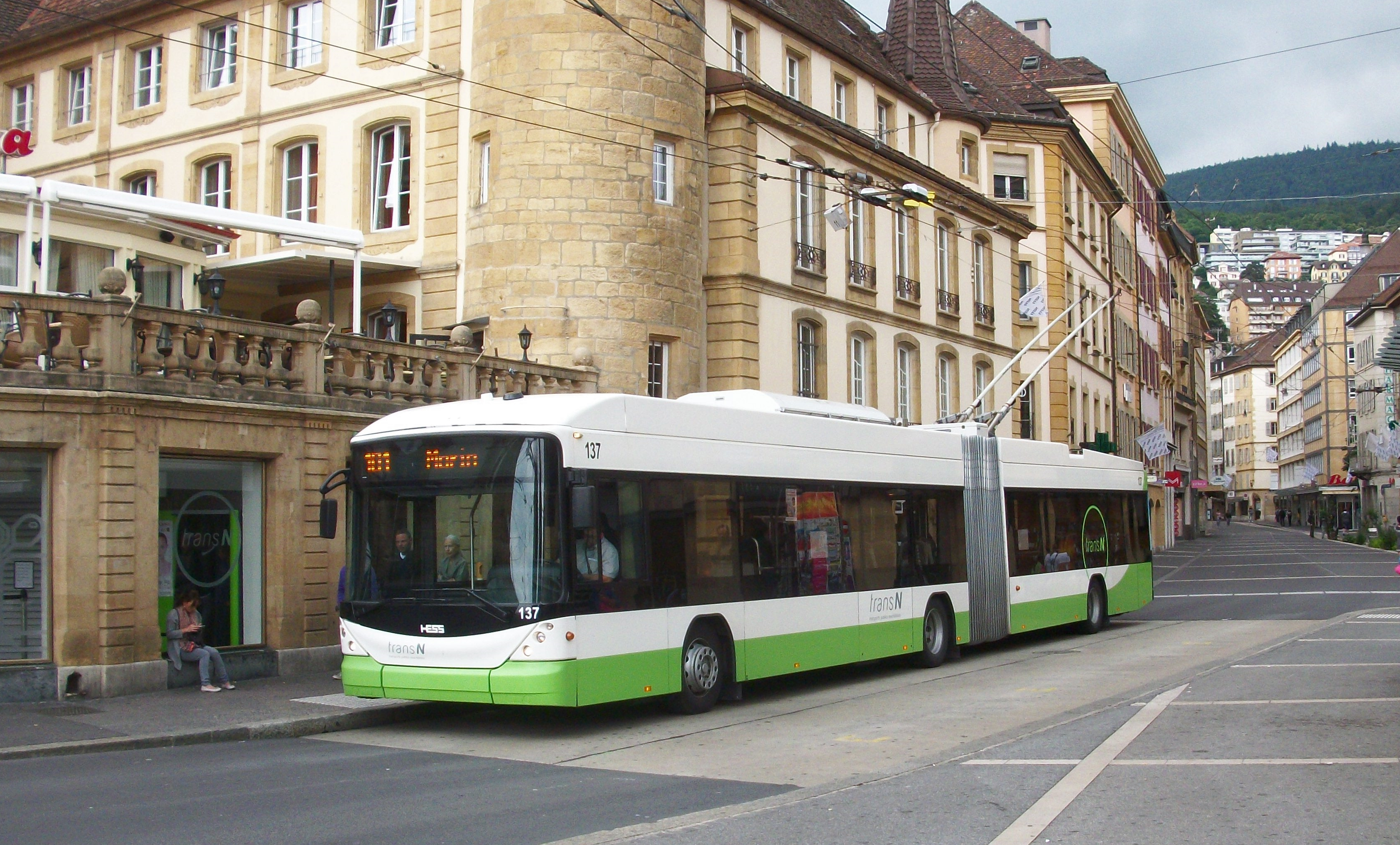
Trolleybus articulé de Neuchâtel
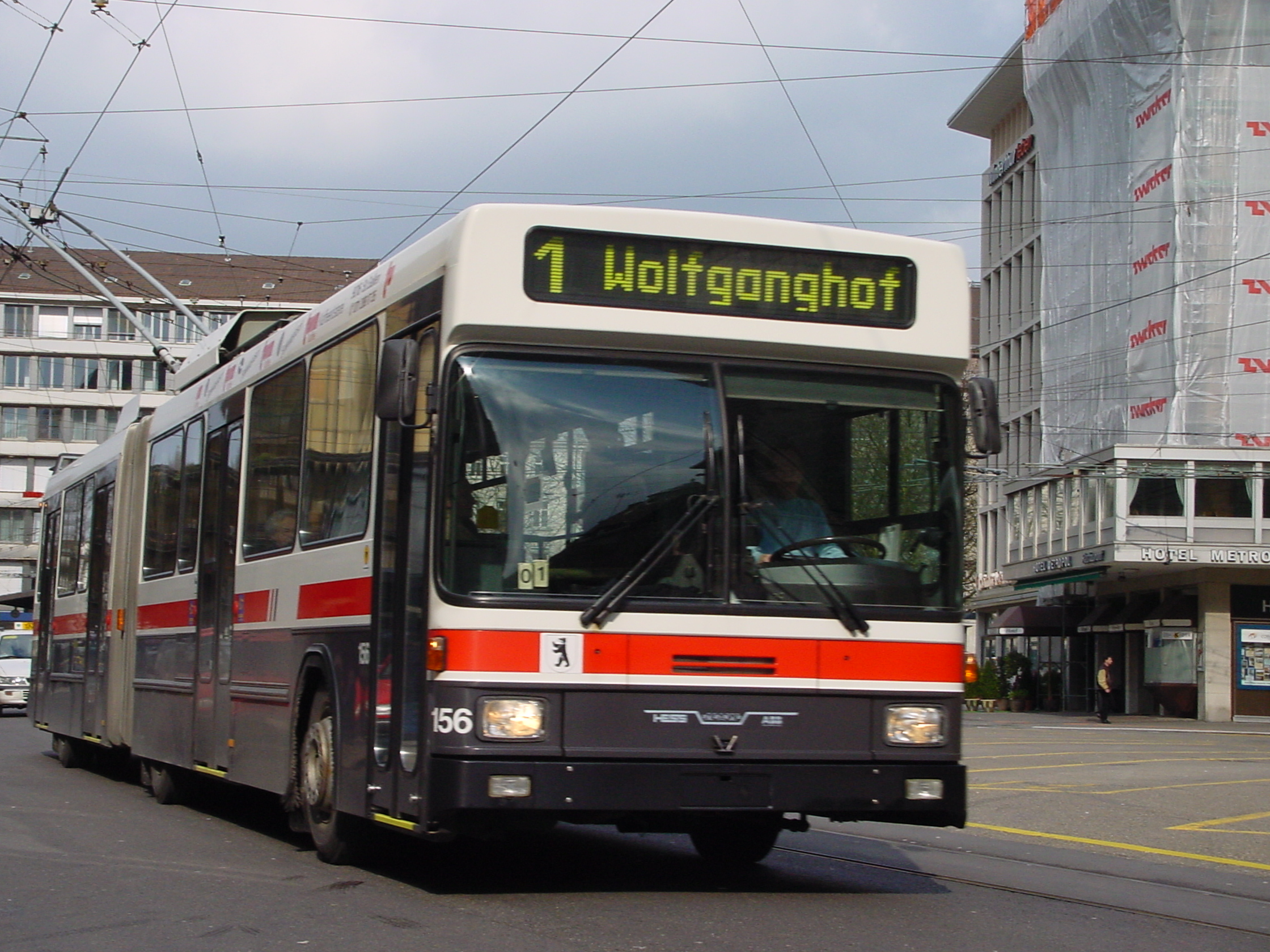
Trolleybus articulé de Saint-Gall
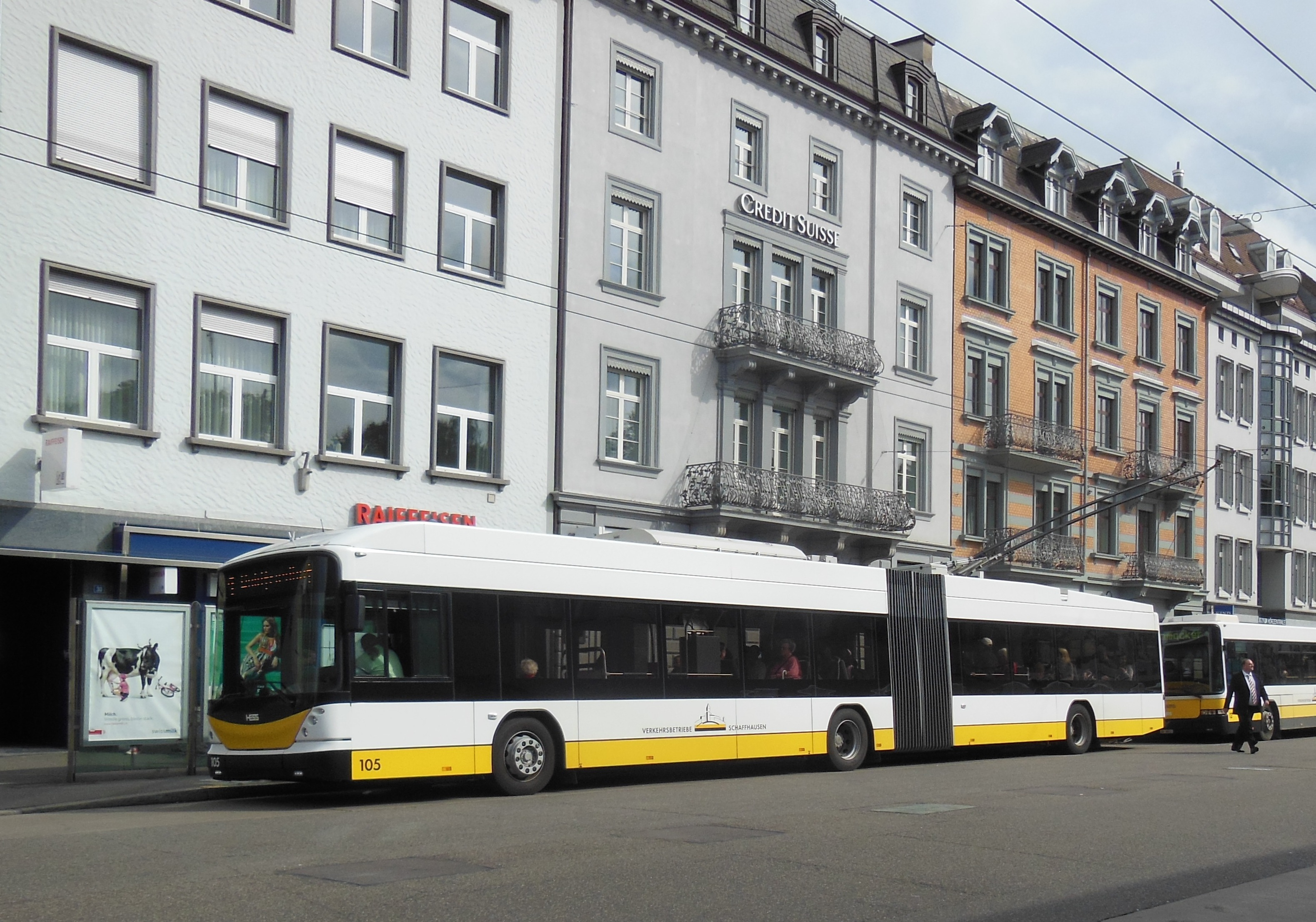
Trolleybus articulé de Schaffhouse
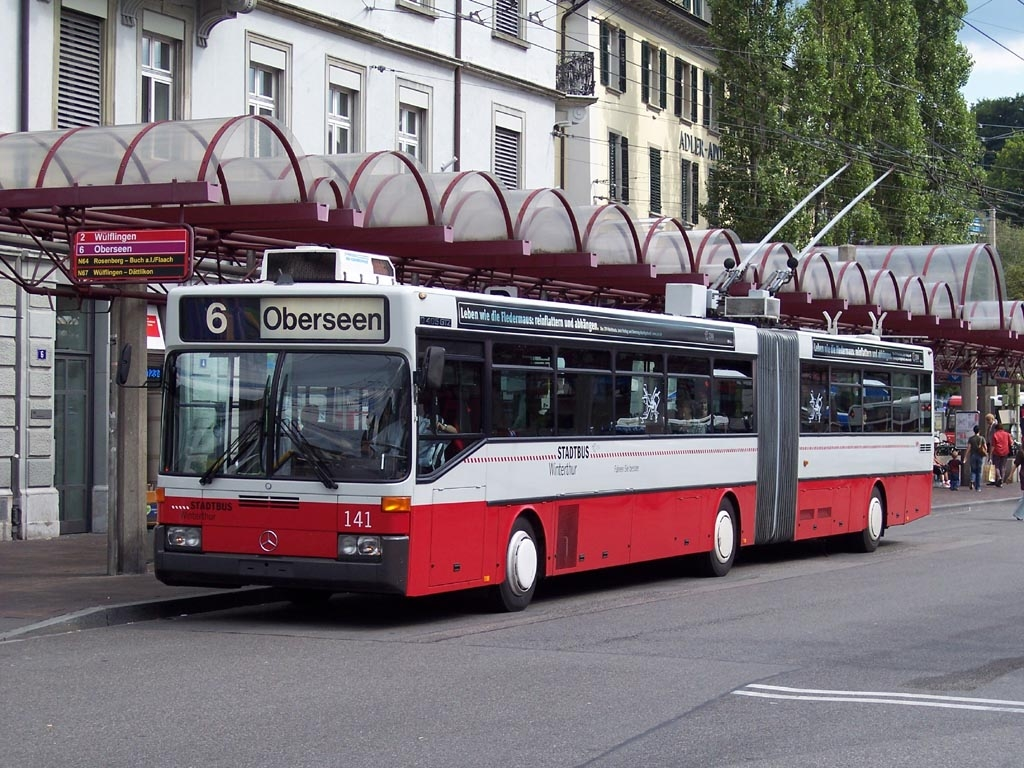
Trolleybus articulé de Winterthour
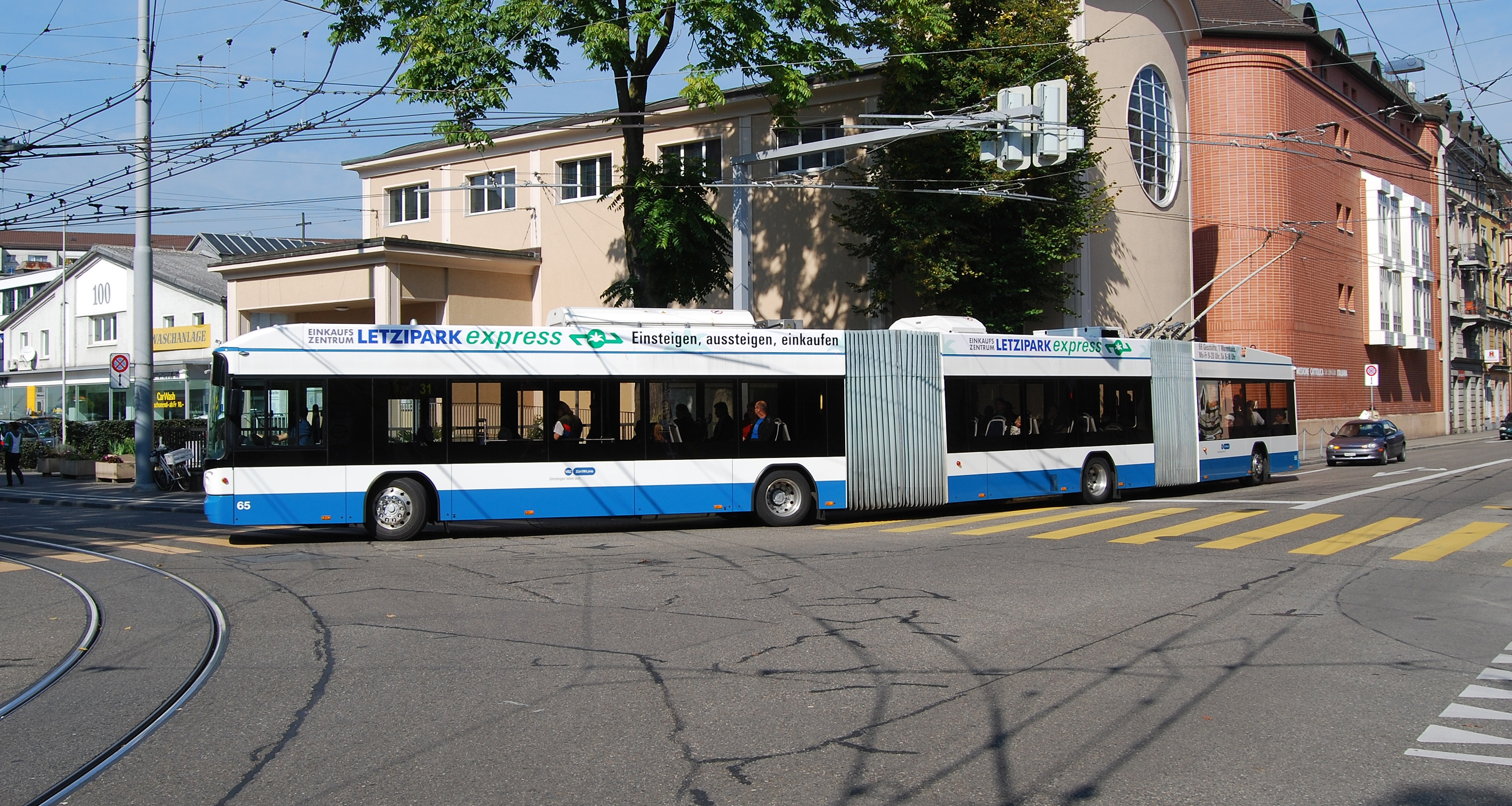
Trolleybus bi-articulé de Zurich